# البونال
البونال (به اسپانیایی: Albuñol) یک شهرستان در اسپانیا است که در اندلس واقع شده‌است.

## خصوصیات
البونال ۶۳ کیلومترمربع مساحت و ۶٬۴۵۹ نفر جمعیت دارد و ۲۵۰ متر بالاتر از سطح دریا واقع شده‌است.